# Mimusops zeylanica
Mimusops zeylanica är en tvåhjärtbladig växtart som beskrevs av André Joseph Guillaume Henri Kostermans. Mimusops zeylanica ingår i släktet Mimusops och familjen Sapotaceae.
Artens utbredningsområde är Sri Lanka. Inga underarter finns listade i Catalogue of Life.